# Babicze (sielsowiet Prozoroki)
Babicze (biał. Бабічы; ros. Бабичи) – chutor na Białorusi, w obwodzie witebskim, w rejonie głębockim, w sielsowiecie Prozoroki.

## Historia
W czasach zaborów w powiecie dzisieńskim, w guberni wileńskiej Imperium Rosyjskiego.
W latach 1921–1945 ówczesna wieś leżała w Polsce, w województwie wileńskim, w powiecie dziśnieńskim, w gminie Czerniewicze, a od 1929 w gminie Prozoroki.
Według Powszechnego Spisu Ludności z 1921 roku zamieszkiwały tu 34 osoby, 23 było wyznania rzymskokatolickiego a 11 prawosławnego. Jednocześnie wszyscy mieszkańcy zadeklarowali białoruską przynależność narodową. Było tu 5 budynków mieszkalnych. W 1931 w 5 domach zamieszkiwało 28 osób.
Wierni należeli do parafii rzymskokatolickiej i prawosławnej w Czerniewiczach. Miejscowość podlegała pod Sąd Grodzki w Głębokiem i Okręgowy w Wilnie; właściwy urząd pocztowy mieścił się w Prozorokach.
W wyniku napaści ZSRR na Polskę we wrześniu 1939 miejscowość znalazła się pod okupacją sowiecką. 2 listopada została włączona do Białoruskiej SRR. Od czerwca 1941 roku pod okupacją niemiecką. W 1944 miejscowość została ponownie zajęta przez wojska sowieckie i włączona do obwodu mińskiego Białoruskiej SRR. Do 1972 roku w składzie sielsowietu Ziabki.
Od 1991 w składzie niepodległej Białorusi.